# 폴리페놀

식물에서 발견되는 폴리페놀

폴리페놀(영어: polyphenol)은 미생물, 동물 및 주로 식물에서 발견되는 방향족 알코올 화합물의 일종으로서 분자 하나에 페놀 그룹이 한 개 이상 있으며, 일반적으로 여러 개의 수산기를 갖고 있는 것이 특징이다. 폴리페놀은 일반적으로 타닌, 페닐프로파노이드 (플라보노이드, 리그닌 등)으로 분류된다. 페놀은 벤젠의 수소원자 하나가 히드록시기로 치환된 것이며, 폴리페놀은 두 개 이상의 히드록시기로 치환된 것이다.
폴리페놀의 종류는 식물종에 널리 분포하므로 수천 가지가 넘는데 녹차에 든 카테킨(catechin), 포도껍질의 레스베라트롤(resveratrol), 사과.양파의 퀘르세틴(quercetin)이외에도 안토시아닌(anthocyanin) 프로안토시아닌(proanthocyanin)등이 알려져있다. 과일에 많은 플라보노이드(flavonoid)와 콩에 많은 이소플라본(isoflavone)도 폴리페놀의 일종이다. 폴리페놀은 광합성에 의해 생성된 식물의 색소와 쓴맛의 성분이므로, 포도처럼 색이 선명하고 떫은맛이나 쓴맛이 나는 식품에 많다.
우리 몸에 있는 활성 산소(유해 산소)를 해가 없는 물질로 바꾸어 주는 항산화 효과가 있어 노화를 방지한다. 또한 활성 산소에 노출되어 손상되는 DNA 보호, 세포구성 단백질 및 효소를 보호하는 기능이 뛰어나 다양한 질병에 대한 위험도를 낮춘다고 보고된다. 또한 항암 작용과 함께 심장 질환을 막아주는 것으로 알려져 있다.
다크 초콜릿에는 포도보다 3배가 많은 폴리페놀(플라바놀)이 들어있다.

## 식품성
동맥경화, 노인성 치매, 뇌경색, 심근경색, 당뇨병, 암 등을 예방하는 작용을 하며 그 중에서도 혈액순환을 원활하게 하는 기능이 있다고 보고되고있다.

## 생화학
폴리페놀 옥시다아제(polyphenol Oxydase)는 작용기전에서  페놀의 산화 반응에 관여하는 효소이다. 모노페놀을디페놀을 거쳐 오-퀴논(O-quinone)으로 산화시키면서 조직을 암갈색으로 변화시킨다. 이러한 과정에서  사과나 감자 등의 절단 부위가 변색이 야기되는 것을 보여줄 수 있다. 이처럼 폴리페놀의 생화학반응은 식물체가 외부환경의 변화로부터 대응하는 면역기능과 관련있다.

## 같이 보기
- 피토케미컬